# Ievhen Nychtchouk
Ievhen Nychtchouk (en ukrainien : Нищук Євген Миколайович), né le 29 décembre 1972 à Ivano-Frankivsk, est un acteur de théâtre, de cinéma et ancien ministre de la culture ukrainien.

## Biographie
Il est diplômé de l'Université nationale Karpenko-Kary.

## Carrière
Il a fait partie de l'atelier de Kiev sur les arts du théâtre Constellation pendant lequel il a joué Une belle bête dans le cœur de Mykola Vinhranovsky en 2004. Au Théâtre national Ivan Franko, il a joué dans Les noces de Figaro mis en scène par Youri Odynoky, Moment d'amour de Volodymyr Vynnytchenko, Christian dans Cyrano de Bergerac d'Edmond Rostand, mis en scène par Youri Odynoky. Mais aussi Orphée de Jean Cocteau à l'Atelier 16.
Au cinéma, il joue l'aumônier militaire dans Cyborgs: Heroes Never Die et aussi dans le film de guerre Krouty 1918.

## Ministre de la culture, de la jeunesse et des sports de l'Ukraine
M. Nychtchouk a été nommé ministre de la Culture a deux reprises, dans le Gouvernement Iatseniouk I et le Gouvernement Hroïsman.